# Andreaestraße (Hannover)

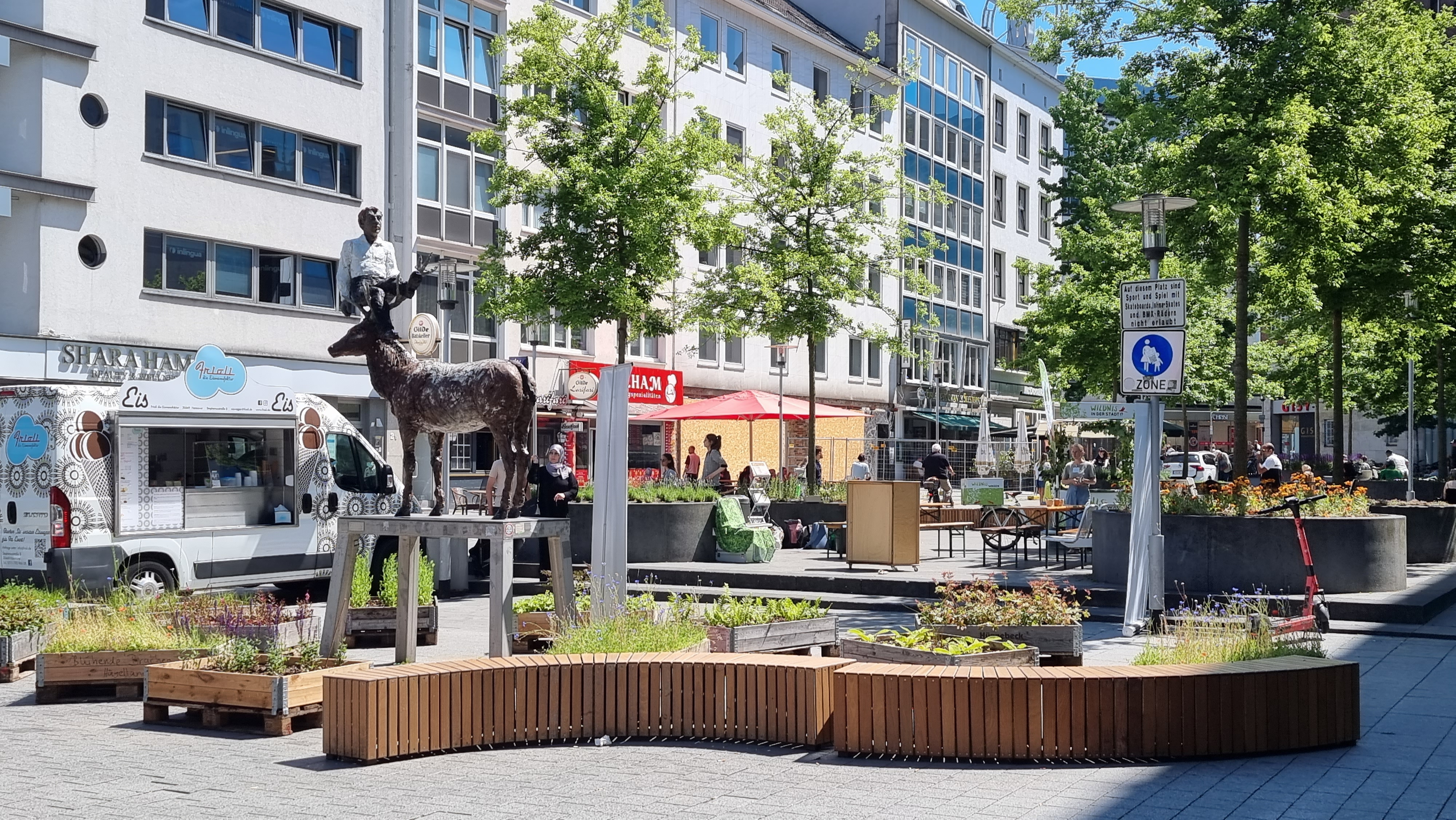
Aktionstag „Grüner (Bewegungs-) Raum“ auf dem Andreaeplatz, 2022

Die Andreaestraße in Hannover ist eine teilweise als Fußgängerzone gestaltete und teilweise als Andreaeplatz bezeichnete Straße im Zentrum der niedersächsischen Landeshauptstadt. Sie führt von der Großen Packhofstraße Ecke Georgstraße nahe dem Kröpcke im Stadtteil Mitte über eine Querung der Schillerstraße etwa 200 Meter bis zur Kurt-Schumacher-Straße.

## Geschichte und Beschreibung

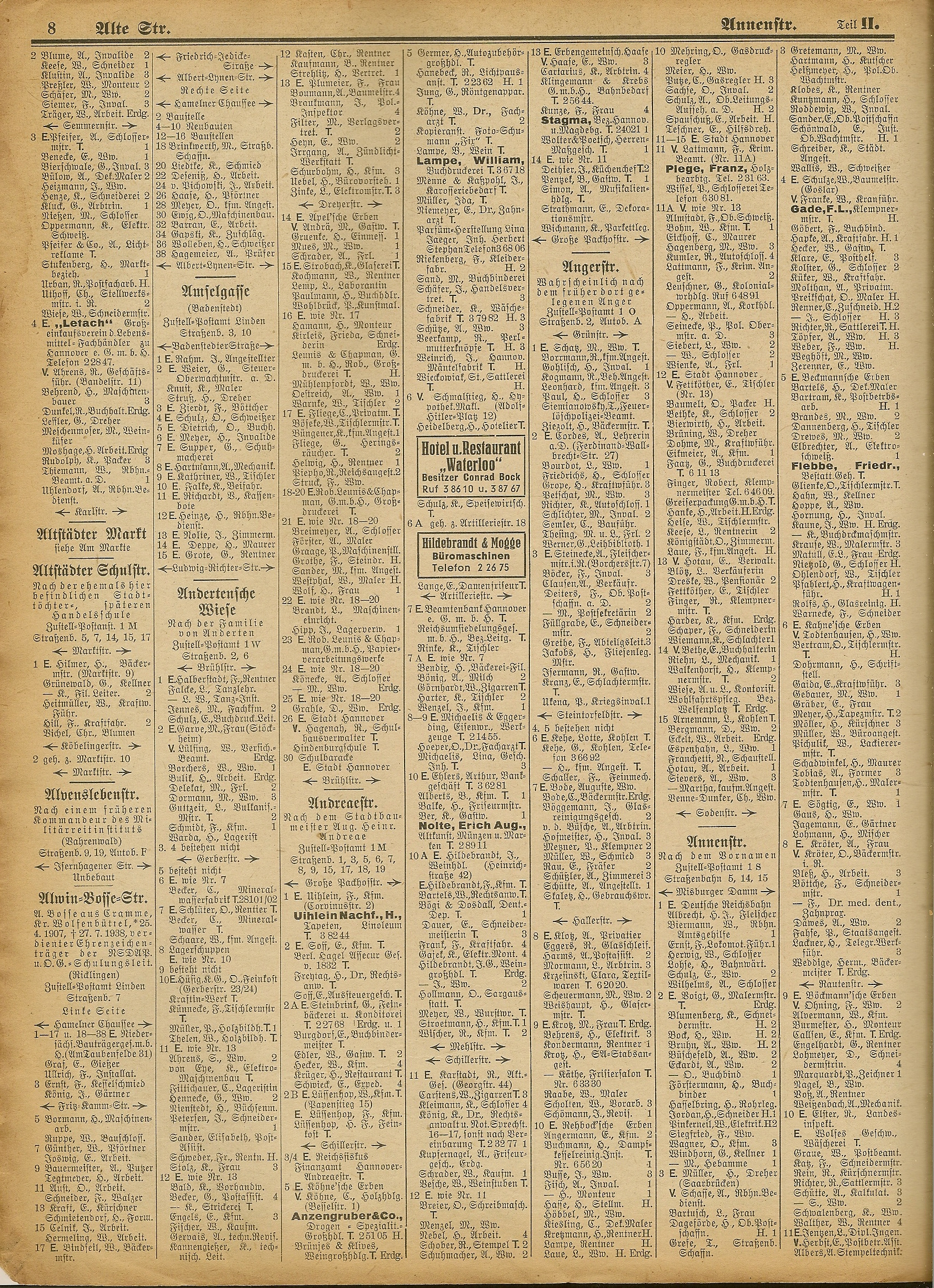
Andreaestraße im Adressbuch Hannover von 1942; Zustand vor den Zerstörungen durch die Luftangriffe auf Hannover

Der Verkehrsweg wurde zur Zeit des Königreichs Hannover um 1845 zunächst als „verlängerte Herschelstraße“ angelegt und 1847 nach dem im Vorjahr 1846 verstorbenen Stadtbaumeister August Heinrich Andreae umbenannt. Das nach Plänen Andreaes 1850 fertiggestellte Haus Andreae, Andreaestraße 7 Ecke Artilleriestraße, ausgeführt als unverputzter romanischer Backsteinbau in roten und gelben Ziegeln, galt lange als „Beispiel der ersten Rohbauten neuerer Periode.“
In den Frühzeit des Deutschen Kaiserreichs hielt der Hofuhrmacher A. B. Dökel seine Kreationen in der Andreaestraße vor.
Anfang des 20. Jahrhunderts war der spätere Andreaeplatz von den Eckbauten an der Schillerstraße geprägt, darunter das Bankhaus Adolph Meyer und das Bankhaus Gottfried Herzfeld. Im August 1900 bezog die Baubeschlags- und Eisenwarengroßhandlung Michaelis & Eggerding ihr neu erbautes Geschäftsgebäude in der Andreaestraße 8 und 9.
Nach den starken Zerstörungen während der Luftangriffe auf Hannover im Zweiten Weltkrieg wurde in der Nachkriegszeit 1953 auf dem südlichen Straßenabschnitt ein Parkplatz für Kraftfahrzeuge mit 31 Stellplätzen geschaffen.

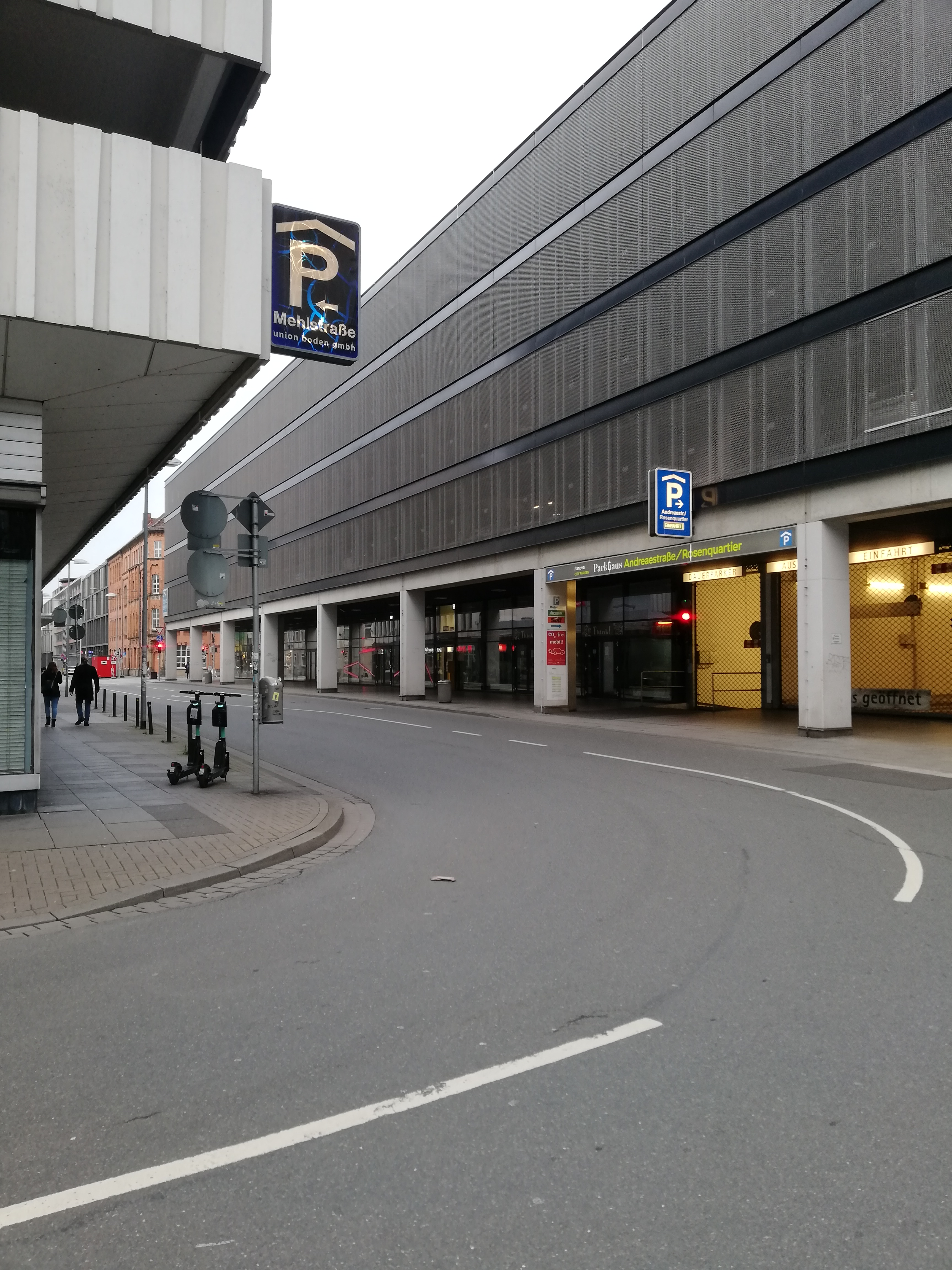
Parkhäuser Mehlstraße und Andreaestraße/Rosenquartier der Union Boden bzw. Hanova

### Umgestaltung zur Fußgängerzone
Ende der 1990er Jahre bildete die Straße das Startprojekt im städtischen Programm Hannover schafft Platz zur Steigerung der Aufenthaltsqualität; 1999 wurde die beschlossene Umgestaltung begonnen. Dabei wurde der südliche, an der Schillerstraße beginnende und etwa 3500 m² große Abschnitt der Andreaestraße als Fußgängerzone ausgewiesen. Hierzu waren die Auto-Stellplätze beseitigt worden; seitdem wurden in dem Bereich außer dem Anlieferverkehr keine Kraftfahrzeuge mehr zugelassen.
Der so entstandene Andreaeplatz ist von einer fünf- bis achtgeschossigen Randbebauung umgeben, dabei wird der gesamte westliche Bereich von der gläsernen Rückfassade des Karstadt-Komplexes eingefasst, an der eine schmale Überdachung vor den Schaufenstern Besuchern Schutz vor Regen bietet.
Seit der Expo 2000 stellt sich der Andreaeplatz auf der Straßenebene als Aufenthaltsort mit Restaurants und Geschäften dar. 2003 wurden dort fünf Gastronomiebetriebe gezählt, die sämtlich vor den Gebäuden mit Blumenkästen abgegrenzte Bereiche für die Außengastronomie eingerichtet hatten; neben einer Bierstube ein Bistro, ein italienisches Restaurant, ein Fischrestaurant sowie eine Filiale der Schnellimbiss-Kette McDonald’s.

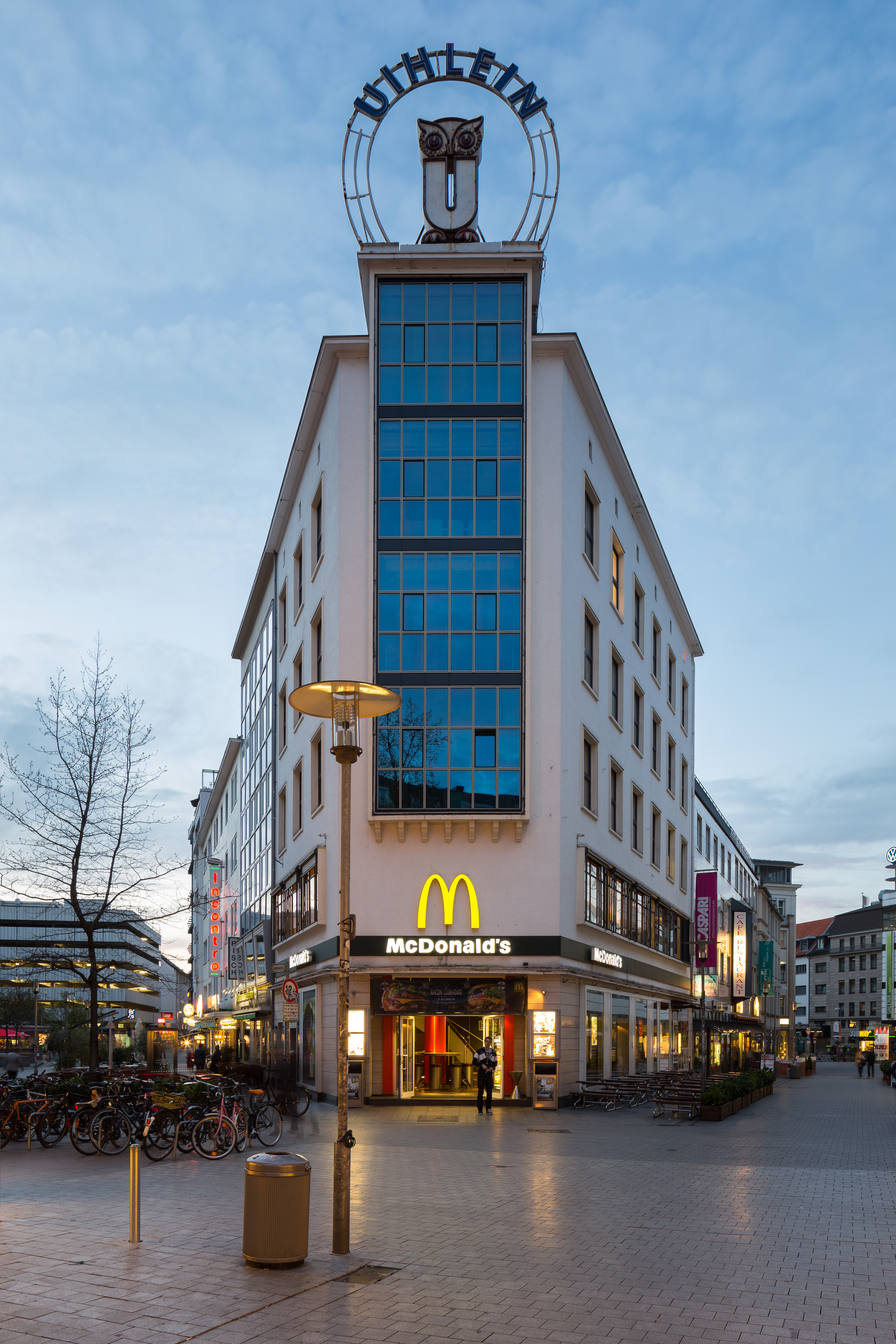
Uihlein-Haus, Andreaestraße 1

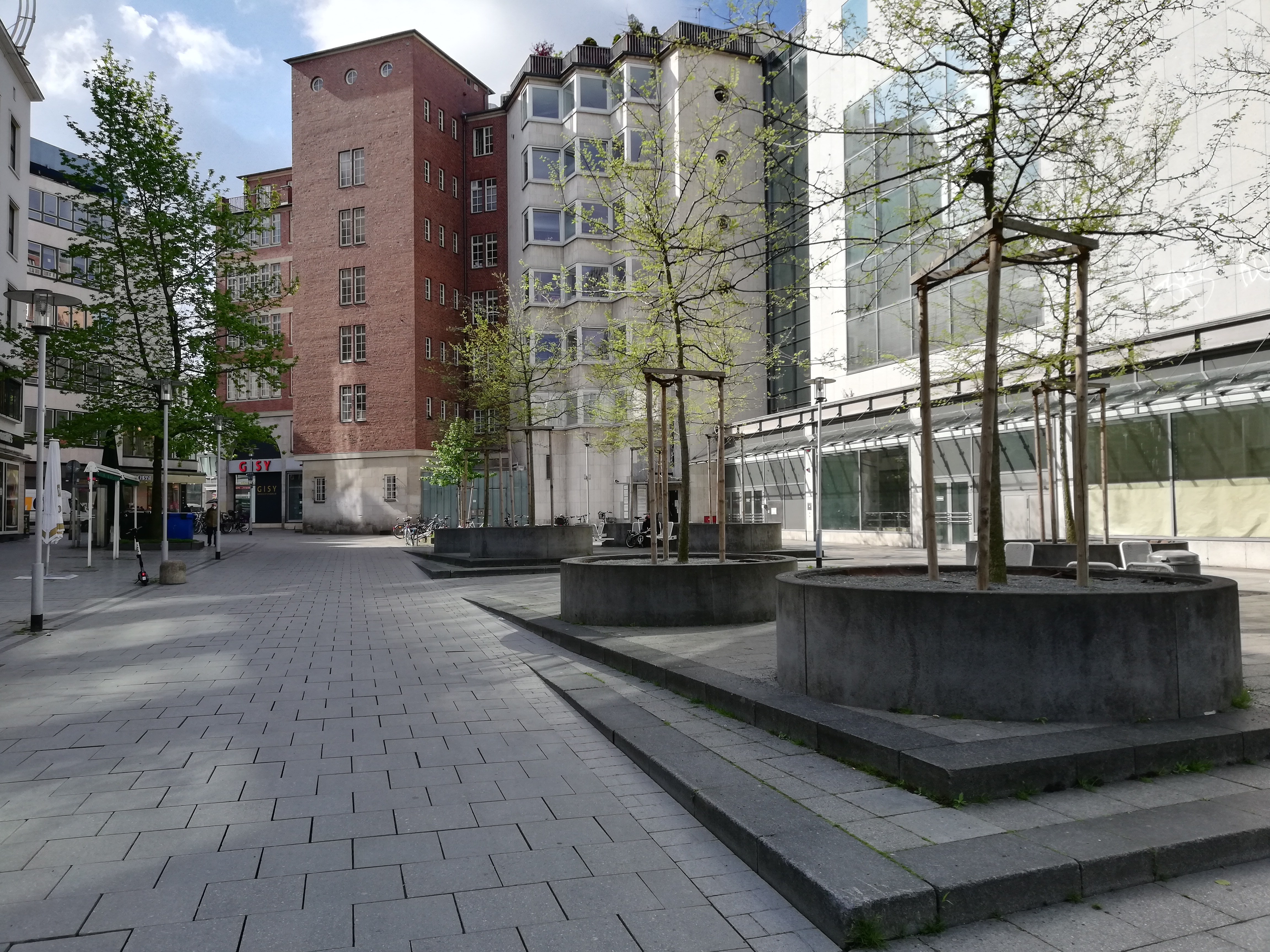
Blick hinauf zum denkmalgeschützten Schuhhaus Gysi, rechts der Pflanzkübel das ungenutzte Haus Karstadt, 2021
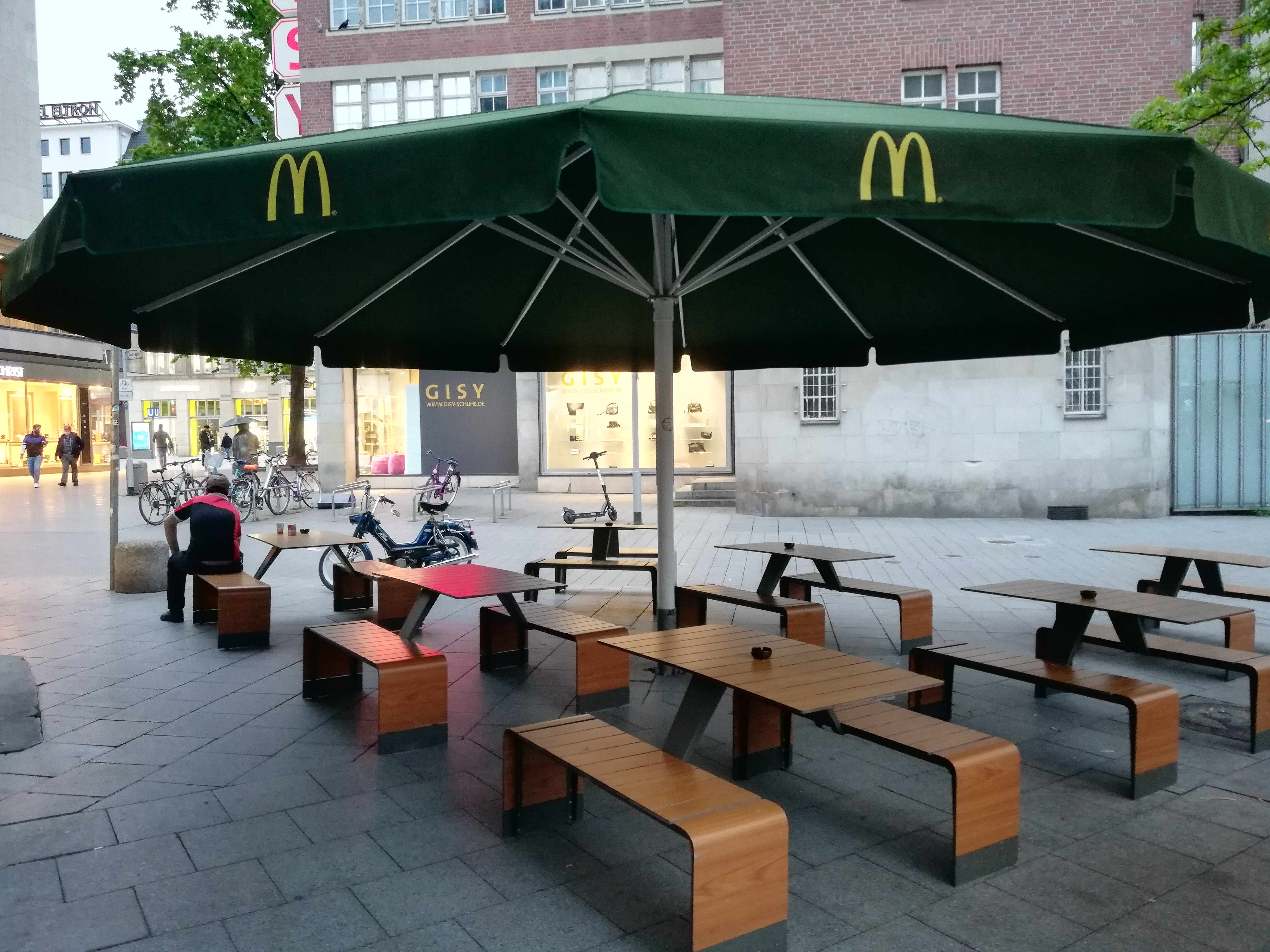
Außensitzplätze McDonald’s
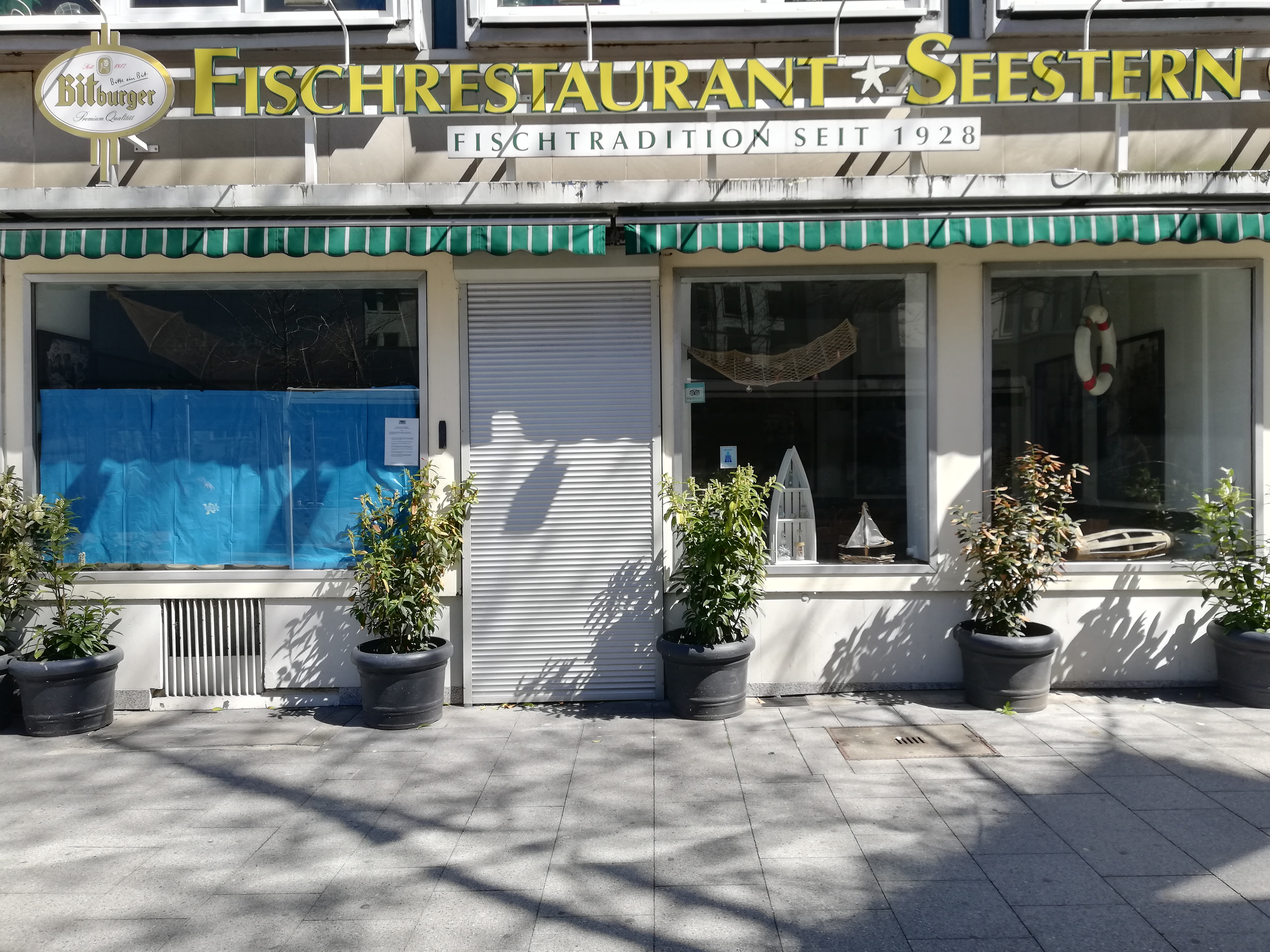
„Seit 1928“: Fischrestaurant Seestern
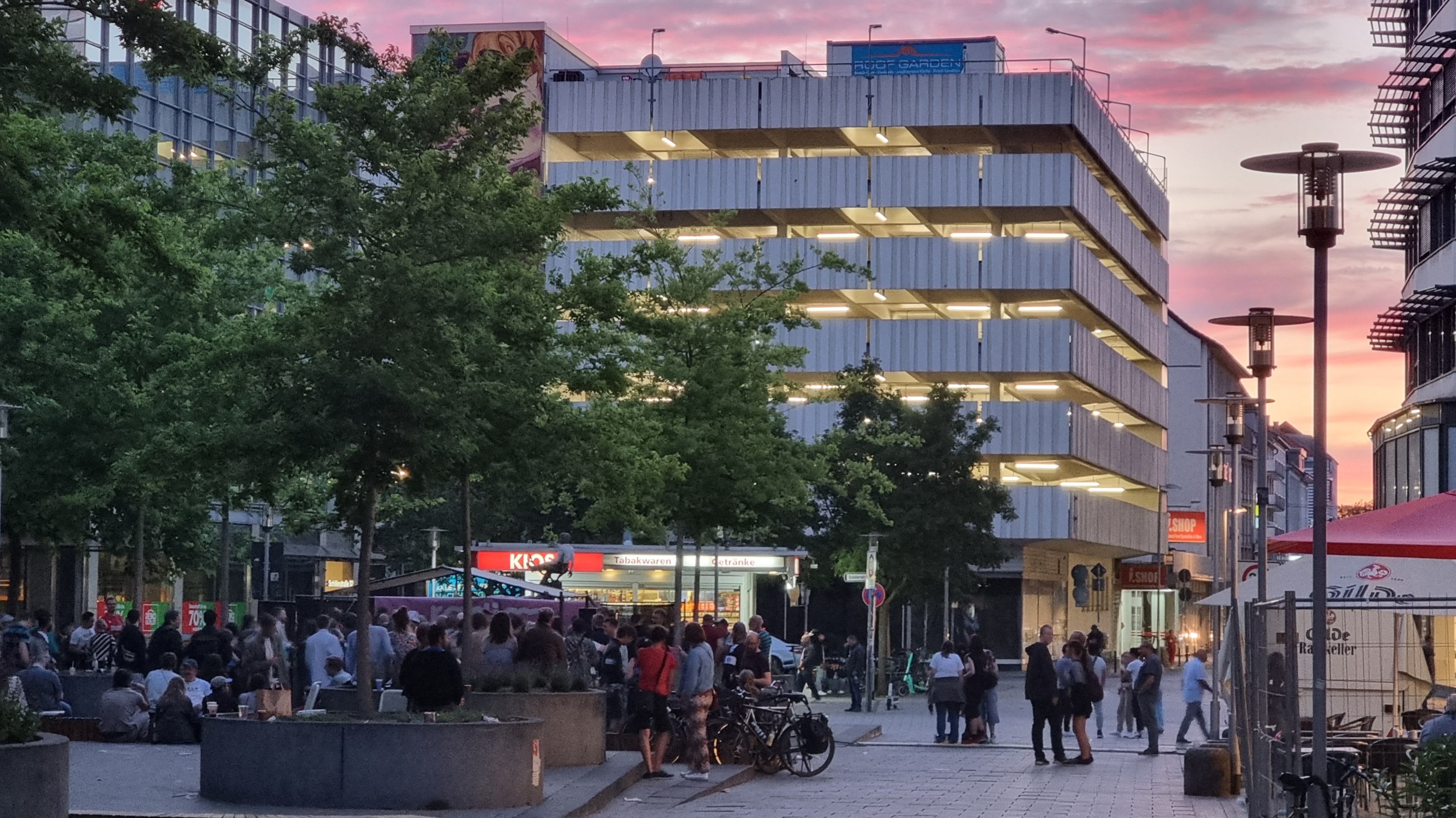
„Fete de la Musique“ mit Blick auf das Parkhaus Mehlstraße, 2022
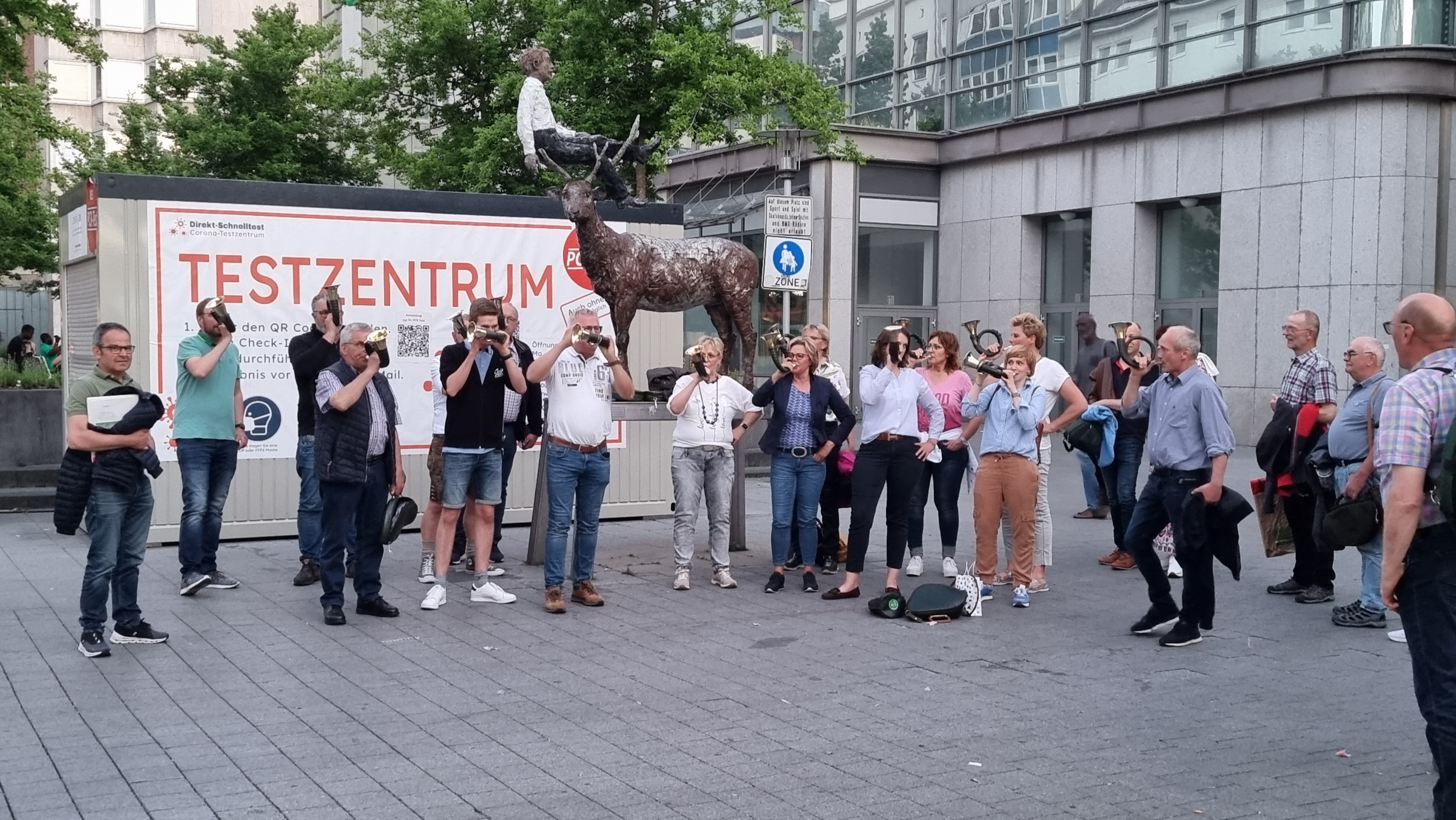
Jagdhornbläser Damme vor dem Mann mit Hirsch und einem Corona-Testzentrum, 2022
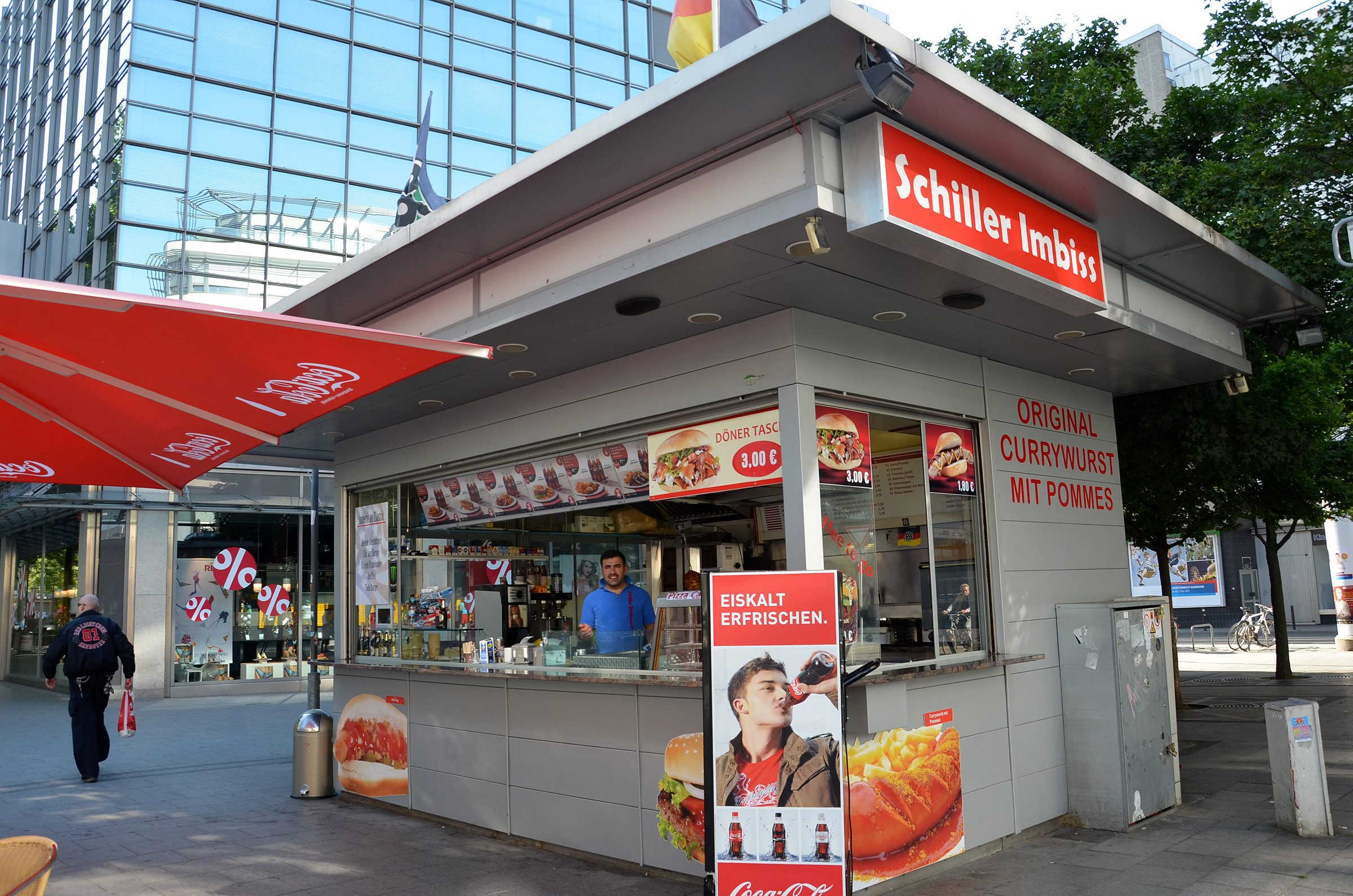
Der ehemalige „Schillerimbiss“, später zum Kiosk umfunktioniert
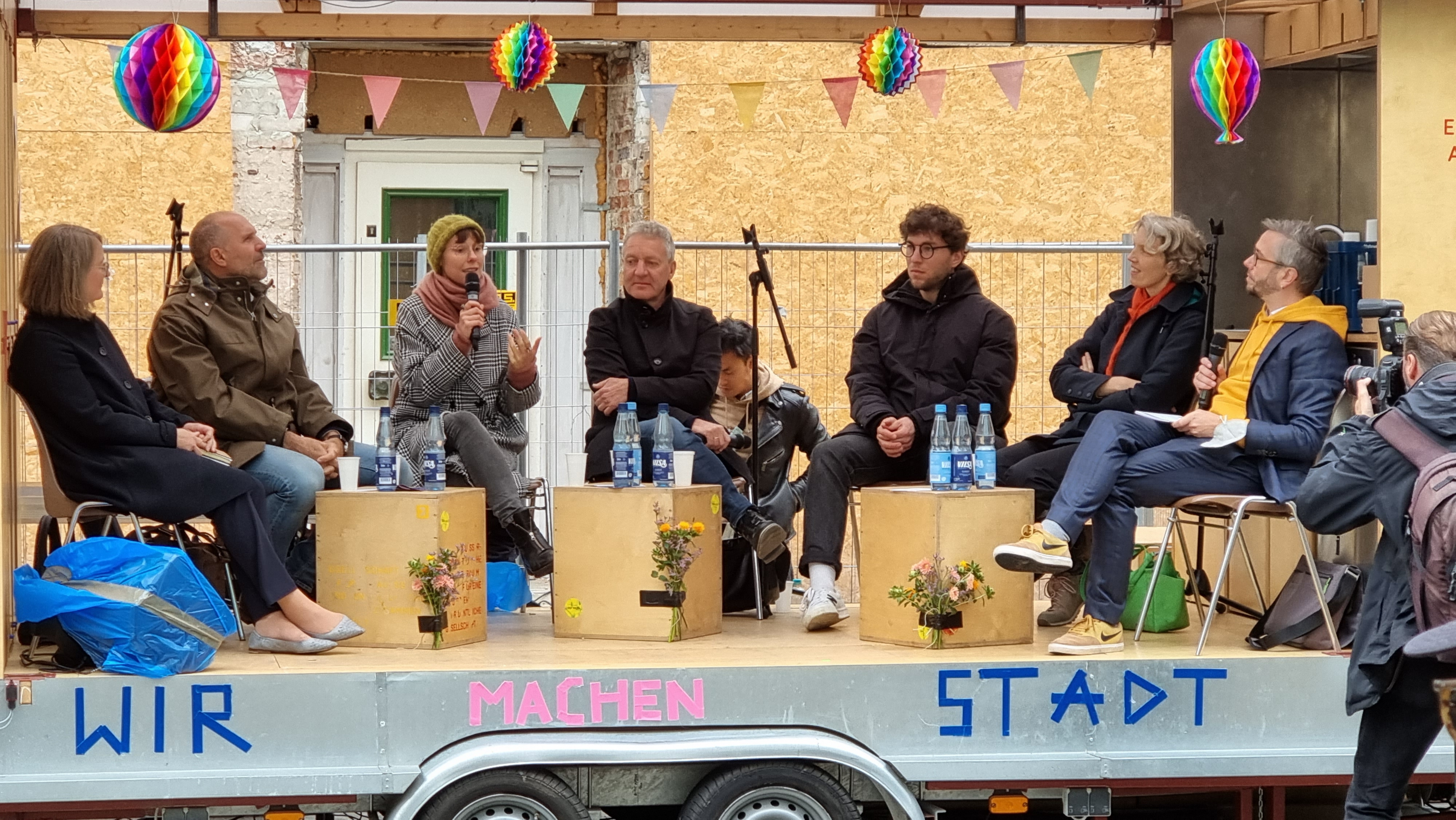
Öffentliche Podiumsdiskussion „Wir machen Stadt“ – vor leerstehendem Restaurant, 2022

Im Kreuzungsbereich mit der Schillerstraße stand zu Beginn der 2000er Jahre ein kleines, provisorisch anmutendes Bauwerk mit Eiscafé mit Espresso-Bar, neben dem bei gutem Wetter seitlich Sitzbänke aufgestellt wurden.
Der bis zu 20 Meter breite Andreaeplatz wurde linear in die Bereiche Außengastronomie, Fahrbahn für den Anliegerverkehr und einen Sitzbereich unterteilt, der das leicht ansteigende Bodengefälle mit je zwei Stufen auf drei Terrassen ausgleicht. Auf diesen Plateaus wurden zwei Reihen mit je vier runden Betonkübeln als Pflanzbehälter mit je einem Baum und bodendeckenden Pflanzen darin aufgestellt. Seitlich an den Pflanzkübeln wurden einzelne Sitzplätze aus Stahldraht angebracht. Anfangs waren Holzabdeckungen aufgelegt, durch die die Kübel auch als erhöhte Sitzplätze nutzbar waren.
Der gesamte Bodenbelag des Andreaeplatzes wurde mit mittelgrauen Pflaster aus Granit mit glatter Oberfläche ausgelegt. Um die Anziehungskraft und die Nutzung des Raumes zu steigern, wurde 2002 im Bereich der Kreuzung mit der Schillerstraße die Skulptur Mann mit Hirsch aufgestellt; das von dem Bildhauer Stephan Balkenhol geschaffene Kunstobjekt stiftete das Warenhaus Karstadt.

### Zweckentfremdete Nutzung und geplante Neugestaltung
Der ursprünglich als Ruhebereich in der Innenstadt zu Beginn der 2000er Jahre umgestaltete Andreaeplatz galt laut der Hannoverschen Allgemeinen Zeitung bald als „vergessener Platz“. Vor allem aufgrund des abschüssigen, mit glatten Straßenbelag und Stufen versehenen Areals wurde der Platz zumeist ab den Nachmittagsstunden von Jugendlichen für Funsport mit Skateboards und BMX-Rädern genutzt. In den Abendstunden wurden die holzabgedeckten Pflanzkübel zudem als Versteck für Fixerbestecke von Heroinabhängigen zweckentfremdet. Gegen diese Einschränkungen der Aufenthaltsqualität erwirkten die ansässigen Geschäfts- und Gastronomiebetreiber mit einer Unterschriftenliste eine Anhörung im Neuen Rathaus. Daraufhin ließ die Stadt umgehend zwei Schilder mit der Aufschrift „Auf diesem Platz sind Sport und Spiel mit Skateboards, Inline-Skates und BMX-Rädern nicht erlaubt“ aufstellen. Gegen den Drogenmissbrauch wurden zudem die Holzabdeckungen auf den Planzkübeln entfernt, die stattdessen mit Rosen bepflanzt wurden. 2023 wurden Pläne der Stadt Hannover bekannt, den Andreaeplatz umzugestalten. Von den ursprünglichen fünf Gastronomiebetrieben waren drei geschlossen und im Umfeld gab es mehrere geschlossene Kaufhäuser und Gaststätten. 2024 berichteten Medien, dass sich der Platz zu einer Schmuddelecke entwickelt habe und Bürger ein öffentliches WC sowie mehr polizeiliche Überwachung wegen Drogendealern fordern.